# Wilfried Sarr
Wilfried Sarr (* 16. Juni 1996 in Essen) ist ein momentan vereinsloser deutsch-senegalesischer Fußballspieler.

## Leben
Sarr bestritt am 14. August 2011 sein erstes Spiel für die B-Jugend des Bayer 04 Leverkusen in der A-Junioren-Bundesliga West, wobei er auf 42 Einsätze kommt und zwei Tore erzielte. Am 14. September 2012 bekam er erstmals einen Einsatz in der Deutschland U-17 gegen die Auswahl Italien U-17. Es folgten zwei weitere Einsätze gegen die U-17 Auswahl Tschechiens. Ein Jahr später folgte die erneute Berufung zur Deutschland U-18, wo er zu zwei Einsätzen kam. In der Saison 2013/14 spielte er in der A-Junioren-Bundesliga West und absolvierte sechs Spiele für Bayer 04 Leverkusen und wechselte dann zu Borussia Mönchengladbach, bei denen er zu 10 weiteren Einsätzen kam. Sarr bekam in der Saison 2015/16 eine Chancen in der 2. Herrenmannschaft des Borussia Mönchengladbach. Zur Saison 2016/17 erfolgte der Wechsel zum 1. FC Kaiserslautern als Verstärkung der zweiten Herrenmannschaft. Daraufhin absolvierte er am 14. August 2016 sein erstes Spiel. In dieser Saison kam er auf insgesamt 30 Einsätze in der Regionalliga West. Zur Saison 2017/18 nahm ihn der Drittligist FC Rot-Weiß Erfurt am 4. August 2017 offiziell unter Vertrag. Sein Pflichtspieldebüt für Rot-Weiss Erfurt gab er am 25. November 2017 gegen Werder Bremen II. Zur Saison 2018/2019 wechselte Sarr zum TSV Steinbach in die Regionalliga Südwest. Nach einem Jahr verließ er den Club wieder und spielte nach zweieinhalbmonatiger Vereinslosigkeit für TuS Ennepetal in der Oberliga Westfalen. Am 1. Januar 2020 schloss Sarr sich erst dem Essener Oberligisten SpVg Schonnebeck an und die Saison 2023/24 spielte er für den Landesligisten FC Kray. Seit dem 1. Juli 2024 ist Sarr nun vereinslos.

## Privates
Sein älterer Bruder Marian (* 1995) ist ebenfalls Profifußballspieler und steht momentan beim Regionalligisten SC Weiche Flensburg 08 unter Vertrag.